# Karl von Frisch
Karl Ritter von Frisch (Wenen, 20 november 1886 – München, 12 juni 1982) was een Oostenrijks zoöloog en etholoog. In 1973 won hij de Nobelprijs voor zijn pionierswerk op gebied van de ethologie.

## Biografie
Frisch werd geboren in een welgestelde familie toegewijd aan de wetenschap. Zijn vader, Anton Ritter von Frisch, was chirurg en zijn moeder, Marie Exner, kwam uit een lange lijn van eminente wetenschappers en geleerden. Van jongs af aan was Frisch geïnteresseerd in de natuur en dan met name zoölogie. Omdat zijn vader dacht dat geneeskunde een praktischer gebied was dan zoölogie begon Karl in 1905 aan een studie medicijnen aan de Universiteit van Wenen.
Zijn oom, Sigmund Exner, die een vermaand fysioloog en docent was aan die universiteit, spoorde hem aan zich te verdiepen in dieren door hem te helpen in een onderzoeksproject naar de positie van kleuren in de ogen van bepaalde kevers, vlinders en kreeftachtigen. In het midden van zijn derde studiejaar besloot Karl te stoppen met zijn studie medicijnen en zich volledig te richten op het gebied van diergedrag. Hij liet zich overplaatsen naar het Zoölogisch Instituut van de Universiteit van München waar hij onder Richard von Hertwig studeerde. In 1910 promoveerde hij op een onderzoek naar kleurveranderingen bij vissen.
Zijn onderzoek werd onderbroken met de uitbraak van de Eerste Wereldoorlog. Vanwege zijn slechte ogen werd hij vrijgesteld van militaire dienstplicht, maar accepteerde hij een verzoek van zijn broer om als vrijwilliger te werken in een Weens Rode Kruisziekenhuis. Daar hield hij zich bezig met bacteriologische studies als cholera, dysenterie en tyfus. In het ziekenhuis ontmoette hij een verpleegster, Margarethe Mohr, met wie hij in 1917 in het huwelijk trad. Uit het huwelijk werden drie dochters en een zoon geboren.
In de herfst van 1921 werd Frisch benoemd tot gewoon hoogleraar zoölogie en directeur van het Zoölogisch Instituut van de Universiteit van Rostock. Na twee jaar Rostock en twee jaar Breslau werd hij in 1925 hoogleraar aan de Universiteit van München; daar kreeg hij de leiding van het Zoölogisch Instituut, dat nadien grote vermaardheid verwierf. Echter, tijdens de Tweede Wereldoorlog werd het Zoölogisch Instituut van de universiteit verwoest en keerde hij terug naar zijn vaderland waar hij hoogleraar werd aan de Universiteit van Graz. In 1950 ging hij terug naar München voor de herbouw van het Zoölogisch Instituut aldaar. In 1958 ging hij officieel met emeritaat, maar hield zich daarna nog geruime tijd bezig met onderzoek naar bijen.

## Werk
Hij staat vooral bekend om zijn experimenten met bijen. Hij ontdekte dat bijen in verband met voedsel communiceren door middel van een bijendans. Er zijn 2 soorten dans en dat is afhankelijk van de afstand van de bijenkorf tot de bron van het voedsel.
- Rondedans

Als het voedsel zich op een afstand bevindt die kleiner is dan (ongeveer) 50 m dan voert de bij een rondedans uit op de raten. Dit is een cirkelvormige beweging waarbij de bij steeds terugkeert op zijn passen.
- Kwispeldans

Als de voedselbron zich op een afstand van meer dan 50 m bevindt, doet de bij die de voedselbron ontdekt heeft de kwispeldans.
Hierbij maakt de bij een kwispelbeweging en keert dan in een halve cirkel terug en dan maakt hij weer een kwispelbeweging en keert dan aan de andere kant in een halve cirkel terug. De hoek waarin hij een kwispelbeweging maakt (ten opzichte van een fictieve verticale lijn op de honingraten) is ongeveer dezelfde als de hoek die de zon met de voedselbron maakt met de bijenkorf als hoekpunt.
Von Frisch deed dit experiment met een doorzichtige bijenkorf. Hij plaatste een voedselbron op een bepaalde afstand en een helper die bij die voedselbron stond gaf de bij die de voedselbron ontdekte een stipje met verf. Zo kon men zien wat die bij met het stipje deed in de bijenkorf om de andere bijen duidelijk te maken dat hij een voedselbron had ontdekt op een bepaalde afstand in een bepaalde hoek ten opzichte van de bijenkorf. Onder andere voor dit werk kreeg Karl von Frisch in 1973 samen met Konrad Lorenz en Niko Tinbergen de Nobelprijs voor fysiologie en geneeskunde.
- Bibsys: 90075637
- Biblioteca Nacional de Chile: 000080877
- Biblioteca Nacional de España: XX826312
- Bibliothèque nationale de France: cb119036425 (data)
- Catàleg d'autoritats de noms i títols de Catalunya: 981058522001906706
- CiNii: DA00767739
- Gemeinsame Normdatei: 118693670
- International Standard Name Identifier: 0000 0000 8163 1090
- Library of Congress Control Number: n50041605
- Nationale Bibliotheek van Letland: 000003419
- Bibliotheek van het Japanse parlement: 00440244
- Nationale Bibliotheek van Tsjechië: nlk20000083423
- Nationale bibliotheek van Australië: 35105100
- Nationale Bibliotheek van Israël: 987007574572605171
- Nationale Bibliotheek van Polen: a0000002115264
- Nederlandse Thesaurus van Auteursnamen: 06920148X
- Réseau des bibliothèques de Suisse occidentale: 02-A003265757
- Istituto Centrale per il Catalogo Unico: CFIV037095
- LIBRIS: 187559
- SNAC: w65t4pbx
- Système universitaire de documentation: 026875640
- Trove: 827988
- Virtual International Authority File: 89778183
- WorldCat: E39PBJmdrPDHpyyjkKbdggGJXd

1901: Behring · 
1902: Ross · 
1903: Finsen · 
1904: Pavlov · 
1905: Koch · 
1906: Golgi, Ramón y Cajal · 
1907: Laveran · 
1908: Mechnikov, Ehrlich · 
1909: Kocher · 
1910: Kossel · 
1911: Gullstrand · 
1912: Carrel · 
1913: Richet ·
1914: Bárány · 
1919: Bordet · 
1920: Krogh · 
1922: Hill, Meyerhof · 
1923: Banting, Macleod · 
1924: Einthoven ·
1926: Fibiger · 
1927: Wagner-Jauregg · 
1928: Nicolle · 
1929: Eijkman, Hopkins · 
1930: Landsteiner · 
1931: Warburg · 
1932: Sherrington, Adrian · 
1933: Morgan · 
1934: Whipple, Minot, Murphy · 
1935: Spemann · 
1936: Dale, Loewi · 
1937: Szent-Györgyi · 
1938: Heymans · 
1939: Domagk · 
1943: Dam, Doisy · 
1944: Erlanger, Gasser · 
1945: Fleming, Chain, Florey · 
1946: Muller · 
1947: C. Cori, G. Cori, Houssay · 
1948: Müller · 
1949: Hess, Moniz · 
1950: Kendall, Reichstein, Hench · 
1951: Theiler · 
1952: Waksman · 
1953: Krebs,Lipmann ·
1954: Enders, Weller, Robbins · 
1955: Theorell · 
1956: Cournand, Forssmann, Richards · 
1957: Bovet · 
1958: Beadle, Tatum, Lederberg · 
1959: Ochoa, Kornberg · 
1960: Burnet, Medawar · 
1961: Békésy · 
1962: Crick, Watson, Wilkins · 
1963: Eccles, Hodgkin, Huxley · 
1964: Bloch, Lynen · 
1965: Jacob, Lwoff, Monod · 
1966: Rous, Huggins · 
1967: Granit, Hartline, Wald · 
1968: Holley, Khorana, Nirenberg · 
1969: Delbrück, Hershey, Luria · 
1970: Katz, Euler, Axelrod · 
1971: Sutherland · 
1972: Edelman, Porter · 
1973: Frisch, Lorenz, Tinbergen · 
1974: Claude, De Duve, Palade · 
1975: Baltimore, Dulbecco, Temin ·
1976: Blumberg, Gajdusek · 
1977: Guillemin, Schally, Yalow · 
1978: Arber, Nathans, Smith · 
1979: Cormack, Hounsfield · 
1980: Benacerraf, Dausset, Snell · 
1981: Sperry, Hubel, Wiesel · 
1982: Bergström, Samuelsson, Vane · 
1983: McClintock · 
1984: Jerne, Köhler, Milstein · 
1985: Brown, Goldstein · 
1986: Cohen, Levi-Montalcini · 
1987: Tonegawa · 
1988: Black, Elion, Hitchings · 
1989: Bishop, Varmus · 
1990: Murray, Thomas · 
1991: Neher, Sakmann · 
1992: Fischer, Krebs · 
1993: Roberts, Sharp · 
1994: Gilman, Rodbell · 
1995: Lewis, Nüsslein-Volhard, Wieschaus · 
1996: Doherty, Zinkernagel · 
1997: Prusiner · 
1998: Furchgott, Ignarro, Murad · 
1999: Blobel · 
2000: Carlsson, Greengard, Kandel ·
2001: Hartwell, Hunt, Nurse · 
2002: Brenner, Horvitz, Sulston · 
2003: Lauterbur, Mansfield · 
2004: Axel, Buck · 
2005: Marshall, Warren ·
2006: Fire, Mello ·
2007: Capecchi, Smithies, Evans ·
2008: Zur Hausen, Barré–Sinoussi, Montagnier ·
2009: Blackburn, Greider, Szostak ·
2010: Edwards ·
2011: Beutler, Hoffmann, Steinman ·
2012: Gurdon, Yamanaka ·
2013: Rothman, Schekman, Südhof ·
2014: O'Keefe, Moser, Moser ·
2015: Campbell, Omura, Tu ·
2016: Osumi ·
2017: Hall, Rosbash, Young ·
2018: Allison, Honjo ·
2019: Kaelin, Ratcliffe, Semenza ·
2020: Alter, Houghton, Rice ·
2021: Julius, Patapoutian ·
2022: Pääbo ·
2023: Karikó, Weissman ·
2024: Ambros, Ruvkun